# Хедвиг фон Ербах-Ербах
Хедвиг фон Ербах-Ербах (на немски: Hedwig von Erbach-Erbach; * пр. 1336; † сл. 1345) е благородничка от Ербах-Ербах и чрез женитба графиня на Вайнсберг.

## Произход
Тя е дъщеря на Конрад IV (III), Шенк фон Ербах († 1363) и съпругата му Ида фон Щайнах († сл. 1341), дъщеря на Бопо фон Щайнах († 1325) и на Агнес († сл. 1316). Сестра е на Конрад V Млади († 1381) и Еберхард VIII († 1373).

## Фамилия
Хедвиг фон Ербах-Ербах се омъжва за Енгелхард VII фон Вайнсберг († 1377), син на граф Конрад IV фон Вайнсберг († 1328) и съпругата му Агнес фон Хоенлое-Браунек-Браунек († 1350). Те имат шест деца:
- Енгелхард VIII († 1417), женен 1367 г. за графиня Анна фон Лайнинген-Хартенбург († 1413/1415)
- Конрад Стари († 1396), архиепископ и курфюрст на Майнц
- Конрад Млади († 1388), капитулар във Вюрцбург
- Ида/Ита († сл. 1398), омъжена 1359 г. за Конрад II Шенк фон Лимпург († 1376)
- Хедвиг († сл. 1381), монахиня в Лихтенщерн
- Агнес († сл. 1412), омъжена ок. 1360 г. за Хаупт I фон Папенхайм († 1409)